# Zygia morongii
Zygia morongii är en ärtväxtart som beskrevs av Rupert Charles Barneby och James Walter Grimes. Zygia morongii ingår i släktet Zygia och familjen ärtväxter. Inga underarter finns listade i Catalogue of Life.